# 代米迪夫卡 (奧梅利尼克市鎮)
49°15′1″N 33°31′44″E / 49.25028°N 33.52889°E
代米迪夫卡（羅馬化：Demydivka）是烏克蘭中部波爾塔瓦州克雷門丘克區的村落，隸屬奧梅利尼克市鎮，處於普肖爾河右岸，距離洪基1公里，海拔高度116米，2001年人口395。